# اوسان (کمون)
اوسان (به فرانسوی: Ausseing) یک کمون در فرانسه است که در canton of Salies-du-Salat واقع شده‌است. اوسان ۵٫۸۸ کیلومتر مربع مساحت دارد ۴۵۹ متر بالاتر از سطح دریا واقع شده‌است.